# Matt Boesenberg
Matthew "Matt" Boesenberg es un actor australiano, más conocido por haber interpretado a John Cutmore en la serie Underbelly: Razor.	

## Biografía
Asistió en el Australian Theatre for Young People (ATYP) y en 1999 estudió en el Atlantic Theater Company.
Matt viajó a Oxford, Inglaterra para estudiar con el British American Drama Academy, en donde amplió sus conocimientos bajo la dirección de personajes como John Barton, Jane Lapotaire y Alan Rickman.

## Carrera
Entre 1998 y el 2001 apareció en exitosas series australianas como Home and Away y en la serie médica All Saints.
En el 2008 interpretó a Dougie en la serie Satisfaction.
En el 2009 interpretó a Lee Coleman en la serie dramática policial Rush. Ese mismo año apareció como invitado en las series City Homicide y en Carla Cametti PD donde interpretó al asesino a sueldo Sean Hamley.
En el 2010 apareció como invitado en la serie Cops: L.A.C. donde interpretó a Mark Mayfield y en la miniserie The Pacific donde interpretó a un contramaestre.
En el 2011 apareció de forma recurrente en varios episodios de la serie Underbelly: Razor donde interpretó al criminal y psicópata John "Snowy" Cutmore.
En el 2013 se unió  al elenco de la serie Underbelly: Squizzy, la sexta temporada de la serie Underbelly donde interpretará nuevamente a John "Snowy" Cutmore.

## Filmografía

### Series de televisión
| Año        | Título                     | Personaje            | Notas                                |
| ---------- | -------------------------- | -------------------- | ------------------------------------ |
| 2017       | Newton's Law               | Ryan Wexler          | episodio "Equal and Opposite Forces" |
| 2015       | Australia: The Story of Us | Keith Murdoch        | episodio "New Nation at War"         |
| 2014       | Rake                       | Abogado              | episodio # 3.8                       |
| 2013       | Underbelly: Squizzy        | John "Snowy" Cutmore | 4 episodios                          |
| 2011       | Underbelly: Razor          | John "Snowy" Cutmore | 4 episodios                          |
| 2010       | Cops: L.A.C.               | Mark Mayfield        | episodio "Running Scared"            |
| 2010       | The Pacific                | Contramaestre        | miniserie                            |
| 2009       | Rush                       | Lee Coleman          | episodio # 2.4                       |
| 2009       | City Homicide              | Wayne Stokes         | episodio "Rage"                      |
| 2009       | Carla Cametti PD           | Sean Hamley          | 3 episodios                          |
| 2008       | The Strip                  | Bernie Bedford       | episodio # 1.10                      |
| 2007, 2008 | Satisfaction               | Dougie               | 3 episodios                          |
| 2004       | Stingers                   | Nicky Stifanich      | episodio "End Game"                  |
| 2001       | All Saints                 | David Unwin          | episodio "To Be or Not to Be"        |
| 1998       | Home and Away              | Tony                 | episodio # 1.2524                    |
| 1998       | Murder Call                | Oficial Ferris       | episodio "Cold Comfort"              |

### Películas
| Año  | Título             | Personaje          | Notas                                                                       |
| ---- | ------------------ | ------------------ | --------------------------------------------------------------------------- |
| 2015 | The Ghoul          | Hombre Fumando     | corto - junto a Adam Tuominen, Jeremy Lindsay Taylor & Guy Spence           |
| 2014 | The Pale Moonlight | Howard             | corto - junto a Lauren Orrell, Peter McAllum, Stephen Kau & Gael Ballantyne |
| 2009 | Knowing            | Oficial de Tráfico | junto a Liam Hemsworth                                                      |
| 2003 | BlackJack          | Shapiro            | junto a Colin Friels & Jason Clarke                                         |
| 2001 | Invencibles        | M.P.               | junto a Myles Pollard                                                       |
| 1999 | All the Way        | Mike Murphie       | junto a Allison Cratchley                                                   |

### Teatro
| Año  | Obra                 | Personaje           | Director (a)   | Teatro                      | Notas                                     |
| ---- | -------------------- | ------------------- | -------------- | --------------------------- | ----------------------------------------- |
| 2006 | Prisoner of Love     | David               | Alice Bishop   | -                           | junto a Irene Guzowski & Greg Parker      |
| 2006 | Rebel Tour           | Don "Butch" Cassidy | Ali Bacher     | La Mama, Carlton Courthouse | junto a Leo Faust, Ian Rooney & Adam Ford |
| -    | Troilus and Cressida | Ulysees             | -              | -                           | -                                         |
| -    | Macbeth              | Banquo              | -              | -                           | -                                         |
| -    | Madagaskar Lily      | -                   | Anna Messariti | -                           | junto a Kelly Marshall                    |